# Músculo longo do colo
O músculo longo do pescoço (português brasileiro) ou músculo longo do colo (português europeu) é um músculo do pescoço, localizado no plano muscular mais profundo da loca ântero-lateral do pescoço e pertencendo ao grupo dos músculos vertebrais anteriores. É um músculo paramediano, de forma alongada e relativamente pouco espesso. Localiza-se na face anterior da coluna cervico-dorsal, desde o atlas até à terceira vértebra torácica ou dorsal. Apresenta uma forma de triângulo isósceles de base interna (sobre os corpos vertebrais)e vértice externo (correspondente à apófise transversa da 5ª vértebra cervical) .Divide-se em três porções: longitudinal ou vertical, oblíqua descendente ou superior oblíqua e oblíqua ascendente ou inferior oblíqua.

## Descrição

### Porção longitudinal
Grosso modo, corresponde à base do triângulo formado pelo músculo na sua totalidade. É uma porção alongada transversalmente e que se encontra num plano mais postarior que as demais. A porção longitudinal do músculo grande do colo também é conhecida por músculo resto do pescoço de Luschka.

As suas inserções inferiores são feitas por tendões muito curtos que se fixam nas faces anteriores dos corpos vertebrais das três últimas cervicais e três primeiras dorsais e ainda no tubérculos anteriores das apófises transversas das 4ª, 5ª e 6ª cervicais. As suas inserções superiores correspondem a três feixes tendinosos que se inserem nos corpos vertebrais das 2ª, 3ª e 4ª cervicais.

A inserção ao nível do tubérculo anterior da apófise transversa da 6ª cervical, também conhecido por tubérculo carotídeo ou tubérculo de Chassaignac, é feita por uma arcada fibrosa que delimita um orifício ósteo-fibroso de concavidade superior que dá passagem à artéria e nervo vertebrais.

### Porção oblíqua descendente
A porção oblíqua descendente do músculo longo do colo, também denominada músculo oblíquo superior do colo de Luschka corresponde ao lado superior do triângulo desenhado por este músculo. Localiza-se num plano ligeiramente anterior à porção longitudinal, que cobre na sua porção mais superior, confundindo-se com ela. É uma porção espessa e mais larga em baixo do que em cima.
 
De facto, a sua única inserção superior dá-se no tubérculo anterior do atlas, donde os feixes musculares irradiam para as suas três inserções inferiores, realizadas por três tendões distintos que terminam nos tubérculos anteriores das apófises transversárias das 3ª, 4ª e 5ª cervicais. As inserções nestes tubérculos são mais anteriores que as da porção longitudinal. As fibras desta porção têm uma trajectória oblíqua para cima e para dentro.

### Porção oblíqua ascendente
A porção oblíqua ascendente deste músculo, também conhecida por músculo oblíquo inferior do colo de Luschka corresponde ao lado inferior do triângulo formado pelas três porções. Localiza-se no mesmo plano da porção oblíqua descendente, ou seja, anteriormente à porção longitudinal, que cobre no seu terço inferior.

Insere-se, inferiormente, por meio de finas lamelas aponevróticas, que são tanto mais espessas quanto mais superiores, no corpo das três primeiras vértebras dorsais ou torácicas. Daí as fibras carnudas do músculo dirigem-se para cima e para fora, terminando nas inserções superiores deta porção: três tendões que se fixam nos tubérculos anteriores das apófises transversas das três últimas cervicais.

## Relações Anatómicas
O músculo longo do colo relaciona-se, posteriormente, directamente com a coluna vertebral e seus ligamentos. Anteriormente, pela sua face mais superficial, este músculo relaciona-se com o músculo grande recto anterior que lhe é suprajacente na sua porção mais superior, com a aponevrose cervical profunda que cobre os músculos vertebrais anteriores e laterais ou músculos prevertebrais. Adiante da porção mediana da aponevrose cervical profunda, situa-se o espaço retro-faríngeo e a porção bucofaringeal do feixe visceral cervical que envolve os órgãos do pescoço: laringe, faringe, traqueia, esófago e tiróide. Adiante e para fora do músculo longo do pescoço, ou seja, para os lados deste espaço visceral e adiante da aponevrose cervical pronfunda encontramos o feixe vásculo-nervoso do pescoço onde passam a veia jugular, as artérias carótidas primitiva, interna e externa e o  nervo pneumogástrico (X par de nervos cranianos).

## Vascularização
A vascularização do músculo grande do colo é feita por ramificações da artéria tiroideia inferior, nomeadamente um ramo ascendente denominado de artéria muscular prevertebral superior e outro descendente apelidado de artéria muscular prevertebral inferior que passa ou por cima ou por trás do gânglio estrelado.

## Inervação
A inervação deste músculo deve-se a filetes curtos e finos dos quatro primeiros nervos cervicais (plexo cervical)

## Acção
A contração de ambos os músculos longos do colo provoca a flexão da coluna vertebral, enquanto que a flexão de apenas um se traduz num ligeiro movimento de inclinação lateral para o lado do mesmo.